# ロズンジ (紋章学)

ロズンジ
Argent a lozenge Gules

ロズンジ（英: Lozenge、仏: Losange、古仏: Losenge）は、紋章学において高さよりも幅が若干狭い縦長の菱形、又は45度傾けた正方形のチャージである。オーディナリーの中ではサブオーディナリーに分類される。トランプのダイヤのスート（マーク）に似ているため、端的にダイヤモンド形とも形容される。
また、シールドの代わりに主に女性の紋章を示すための土台としても用いられる。

## 解説

### チャージとしてのロズンジ

#### フュージル

フュージル
Argent five fusils in fess

ロズンジよりも幅の狭いものをフュージル (fusil) と呼ぶ。縦横の比率がどのくらいになったらフュージルと呼ばれるかといった厳密な区別は必ずしもなく、今日でもそのような区別は見られないが、現代の紋章学ではそれらを図形的な類似性から同一視することなく、紋章記述でロズンジとフュージルは異なるものと識別されることになっている。

#### マスクル
マスクル (mascle) は、ロズンジの外形だけを縁取りのように残し、中の部分を取り除いたものである。このようにチャージに外形と同じ形で穴をあけることをヴォイド (voided) という。マスクルを lozenge voided と記述してもまったく同じ形になり、どちらでも誤りとは言えないが、近代の紋章学ではこれをマスクルと記述することになっている。

#### ラスター
ラスター (rustre) は、円形の穴でロズンジに穴を開けたものである。マスクルよりも見かけることは稀である。紋章学での一般的な表現では、チャージに円形の穴を開けることをピアスト (pierced) と記述するため、lozenge pierced と記述してもラスターと同様の形状を描くことができる。マスクルに空けられている穴を丸くしたものと捉えることもできるため、 Mascle round-pierced と記述することもある。ラスターの形は、そのような形をした板を繋ぎ合わせたものを服の上に縫い付けた古代の鎧が起源だとする説がある。

マスクル Argent, a mascle Gules
ラスター Argent, a rustre Gules

#### フィールド
ロズンジを隙間なく敷き詰めた菱形のパターンでおおわれるフィールドは、ロズンジー (lozengy) と呼ばれる。同様に、フュージルのフィールドはフュージリー (fusily) 、マスクルのフィールドはマスクリー (masculy) と呼ばれる。

ロズンジー Lozengy Argent and Gules

### エスカッシャンとしてのロズンジ

プリンセス・ロイヤル・アン王女の紋章

ロズンジは、数世紀の間、特に紋章を持つ女性と深く関係してきた。ロズンジはエスカッシャン又はシールドの代わりに彼女らの紋章を示し、後世にその紋章を引き継ぐための伝達手段として用いられてきた。ただし、紋章記述にシールドではなくロズンジを使用することを明確に記述することはなく、図として示す際にどのような形の中に紋章を示すかという問題である。
カナダを含まないイギリスとスコットランドの現代の紋章学において、未婚女性及び未亡人の紋章は今でもシールドよりもむしろロズンジの上に示されるのが普通で、クレスト又はヘルメットも描かれない。時折そのような女性のためにロズンジの代わりにオーバルまたはカルトゥーシュも使われる。なお、カナダの紋章院は男女平等・同権を旨として特に本人の希望がない限り女性の紋章もシールドの上に描く。
既婚女性は、一部の例外を除き、常に彼女らの紋章をシールドに示す。その例外とは、結婚している間も彼女らの爵位紋章を示すためにロズンジを使う権利を持つ貴族の夫人の場合である。
妻と夫の紋章を並べるインペイルメント、又は、スコットランド以外のイギリスの紋章学で紋章の相続人が女性である場合に、彼女の夫の紋章を示した大きなシールド（未亡人である場合はロズンジ）の上に妻の紋章を示す小さな「見せかけのエスカッシャン」（エスカッシャン・オブ・プリテンス）の形で既婚女性のシールド（及び未亡人のロズンジ）は、彼女自身の紋章を彼女の夫の紋章と結合することがある。
1995年4月7日と1997年11月6日の日付をつけられたイングランドのキング・オブ・アームズの判決により、イングランド、北アイルランドとウェールズ及びロンドンの紋章院の管轄権を認めているニュージーランドのような他の国に住む既婚女性には、夫のためにでなく妻のために表示される紋章を示すためのブリジュア (brisure) として小さなロズンジでしるしをつけられた彼らの夫の紋章を単独で使うのか、または、同じ理由からブリジュアとして小さなシールドでしるしをつけられた彼女ら自身の個人の紋章を単独で使うのかを任意に選択する権利がある。
離婚した女性は、再婚するまで、彼らの先夫の紋章にマスクルでディファレンシングされたものを名目上使用することがある。

### ハッチメント

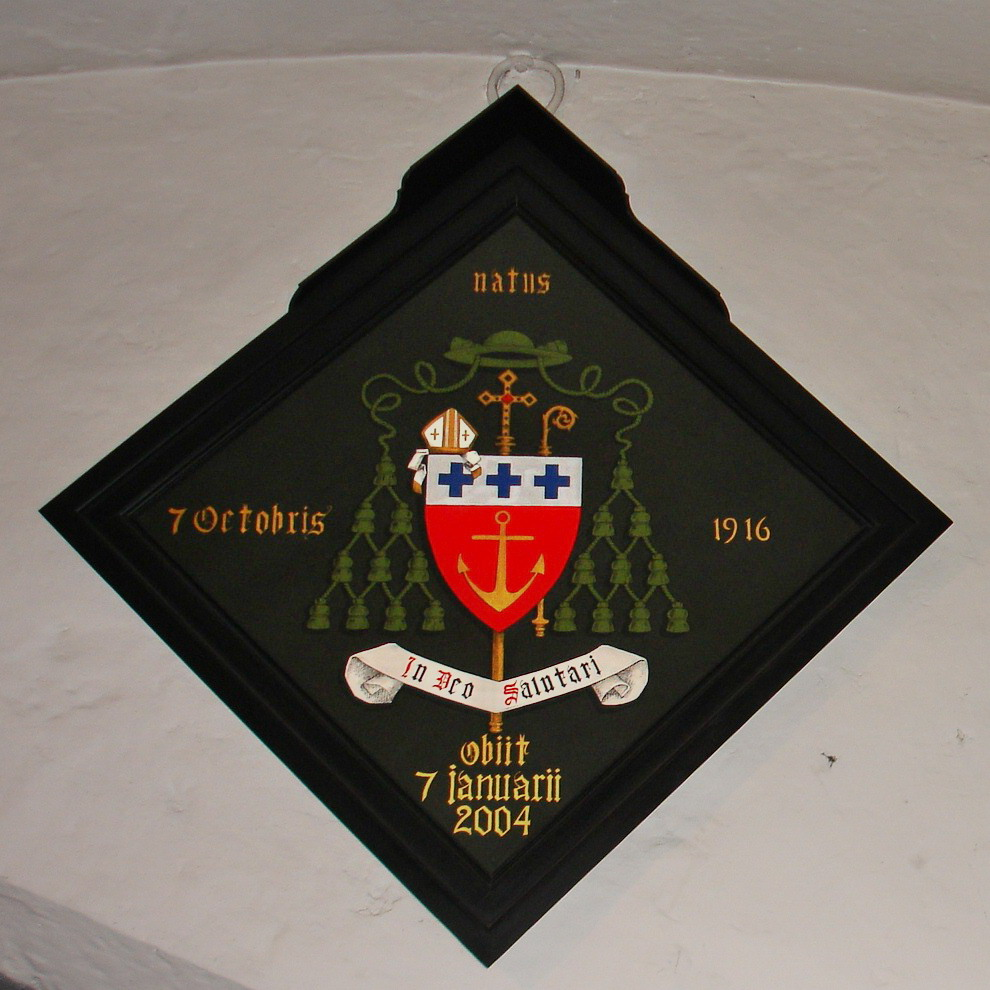
ハッチメント（忌中紋章）

ロズンジの形は、葬送の際に用いられるハッチメント（忌中紋章） にも使われる。これは、男性と女性の両方に用いられる。ハッチメントは、黒く塗りつぶしたロズンジの中に死者の紋章を描いたものである。
右のハッチメントはベルギーのものであるが、ロズンジの上方の頂点近くに「誕生」を意味するラテン語の natus という言葉を置き、紋章の左方に誕生日の月日だけの日付、右方に生まれた年を西暦で書いてある。また、下方には同じくラテン語で「死去」を意味する obiit という言葉とともに死去した年月日（忌日）が書いてある。ベルギーの公用語はオランダ語、フランス語及びドイツ語であるため、公用語にかかわらずラテン語を使っていることがわかる。このハッチメントで示された人物は1916年10月7日に生まれ、2004年1月7日に死去したことを表している。

## 適用例
右の紋章は、バイエルン王国を支配し、そのバイエルン大公の地位を独占したヴィッテルスバッハ家のものである。アージェント（銀色）とアジュール（青色）の斜めに傾けた（ベンドワイズの）フュージリーとなっている。この紋章は、現在のドイツ・バイエルン州の州旗となっており、バイエルンを発祥とする航空機用エンジン・メーカーから自動車メーカーとなったBMWのロゴマーク（エンブレム）のデザインの一部となっている。